# 庭田村
庭田村（にわだむら）は、かつて岐阜県海津郡に存在した村である。
現在の海津市南濃町庭田に該当する。
当村発足時は下石津郡の村であったが、郡制による郡の合併により、海津郡の村となっている。

## 歴史
- 1878年（明治11年） - 石津郡は上石津郡と下石津郡に分割され、当村は下石津郡となる。
- 1889年（明治22年）7月1日 - 町村制により、庭田村発足。
- 1897年（明治30年）4月1日[2] - 郡制に基づき、下石津郡、海西郡と安八郡の一部が合併し、海津郡になる。当村は海津郡の村となる。
- 1897年（明治30年）4月1日 - 徳田村、徳田新田、西駒野村、奥条村、羽沢村、山崎村、上野河戸村と合併し、城山村発足。同日庭田村は廃止。